# Podłącze (Chomęciska Duże)
Podłącze – część wsi Chomęciska Duże w Polsce, położona w województwie lubelskim, w powiecie zamojskim, w gminie Stary Zamość.
W latach 1975–1998 Podłącze należało administracyjnie do województwa zamojskiego.
Wierni Kościoła rzymskokatolickiego należą do parafii Wniebowzięcia Najświętszej Maryi Panny w Starym Zamościu.